# George Ostafi

George Ostafi

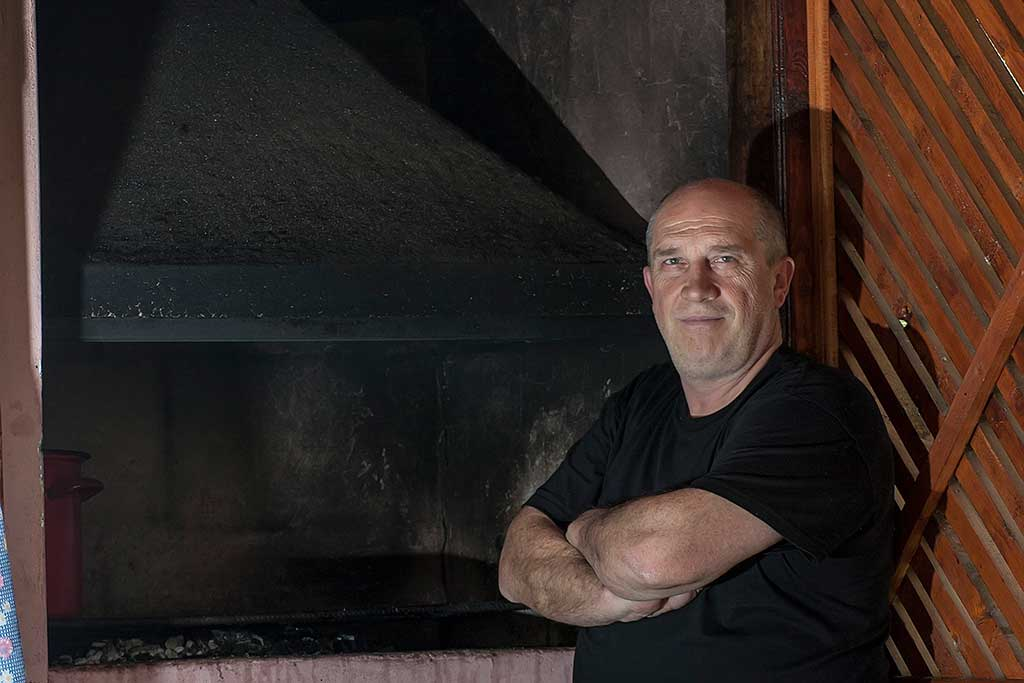
George Ostafi

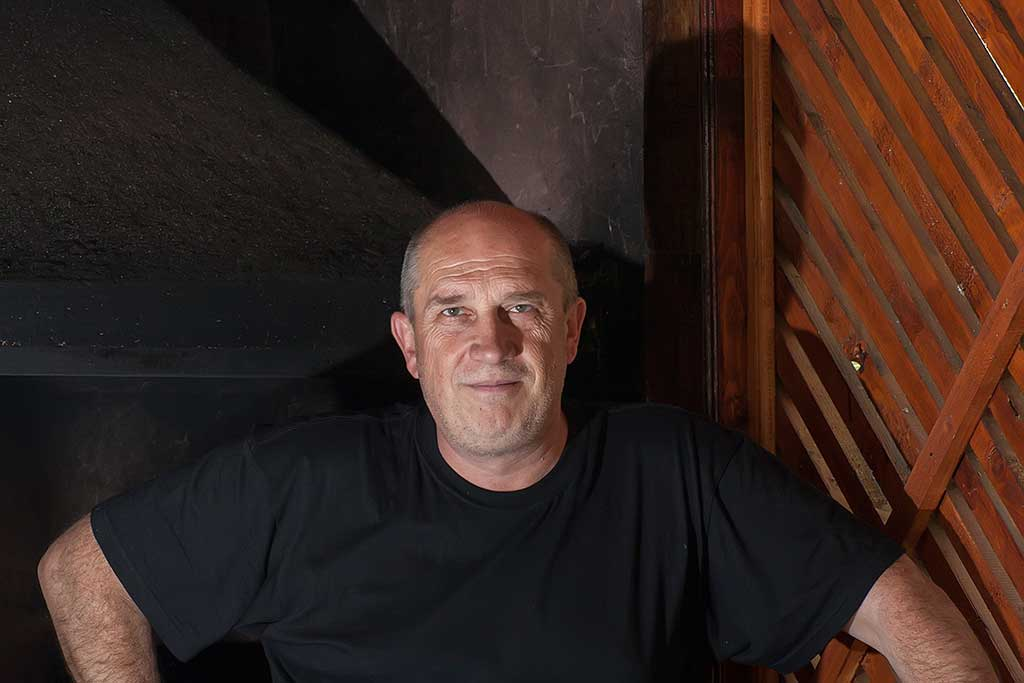
George Ostafi

George Ostafi (n. 4 decembrie 1961, Suceava, România – d. 30 ianuarie 2019) a fost un pictor abstract, autodidact; a expus în Europa și SUA, fiind o prezență constantă în galeriile din Germania.
S-a născut la 4 decembrie 1961 în orașul Suceava într-o familie de intelectuali. Tatăl său, George L. Ostafi, pictor impresionist, student al maestrului Radinski, i-a ghidat primii pași în arta plastică.